# Rajon Swatowe
Der Rajon Swatowe (ukrainisch Сватівський район/Swatiwskyj rajon; russisch Сватовский район/Swatowski rajon) ist eine 1923 (in seinen heutigen Grenzen 1965) gegründete Verwaltungseinheit innerhalb der Oblast Luhansk im Osten der Ukraine.
Der Rajon hat eine Fläche von 5329 km² und eine Bevölkerung von etwa 80.000 Einwohnern, der Verwaltungssitz befindet sich in der namensgebenden Stadt Swatowe.

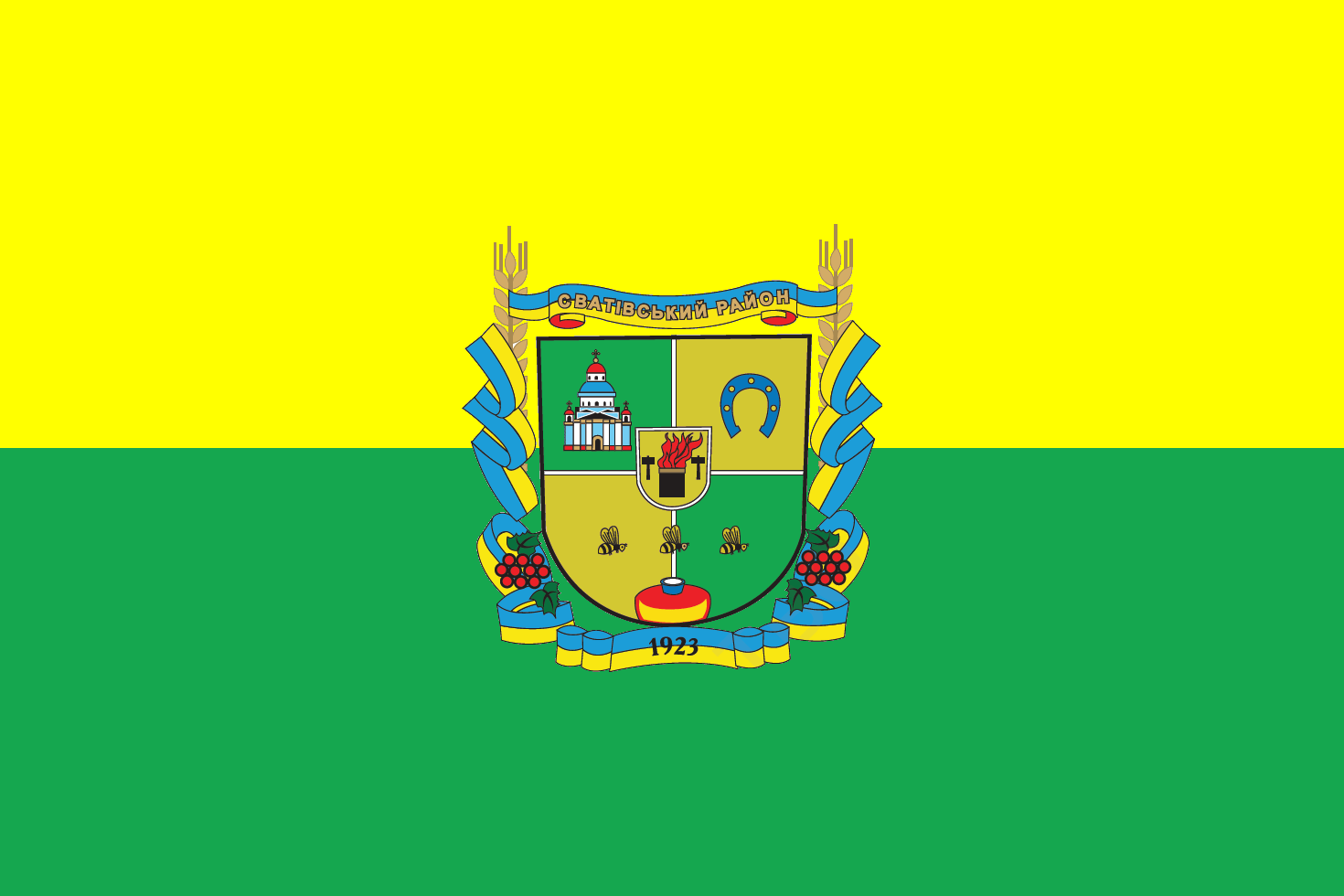
Flagge des Rajons

Am 17. Juli 2020 kam es im Zuge einer großen Rajonsreform zur Auflösung des alten Rajons und einer Neugründung unter Vergrößerung des Rajonsgebietes um die Rajone Bilokurakyne und Trojizke sowie die nördlichen Teile des Rajons Kreminna.

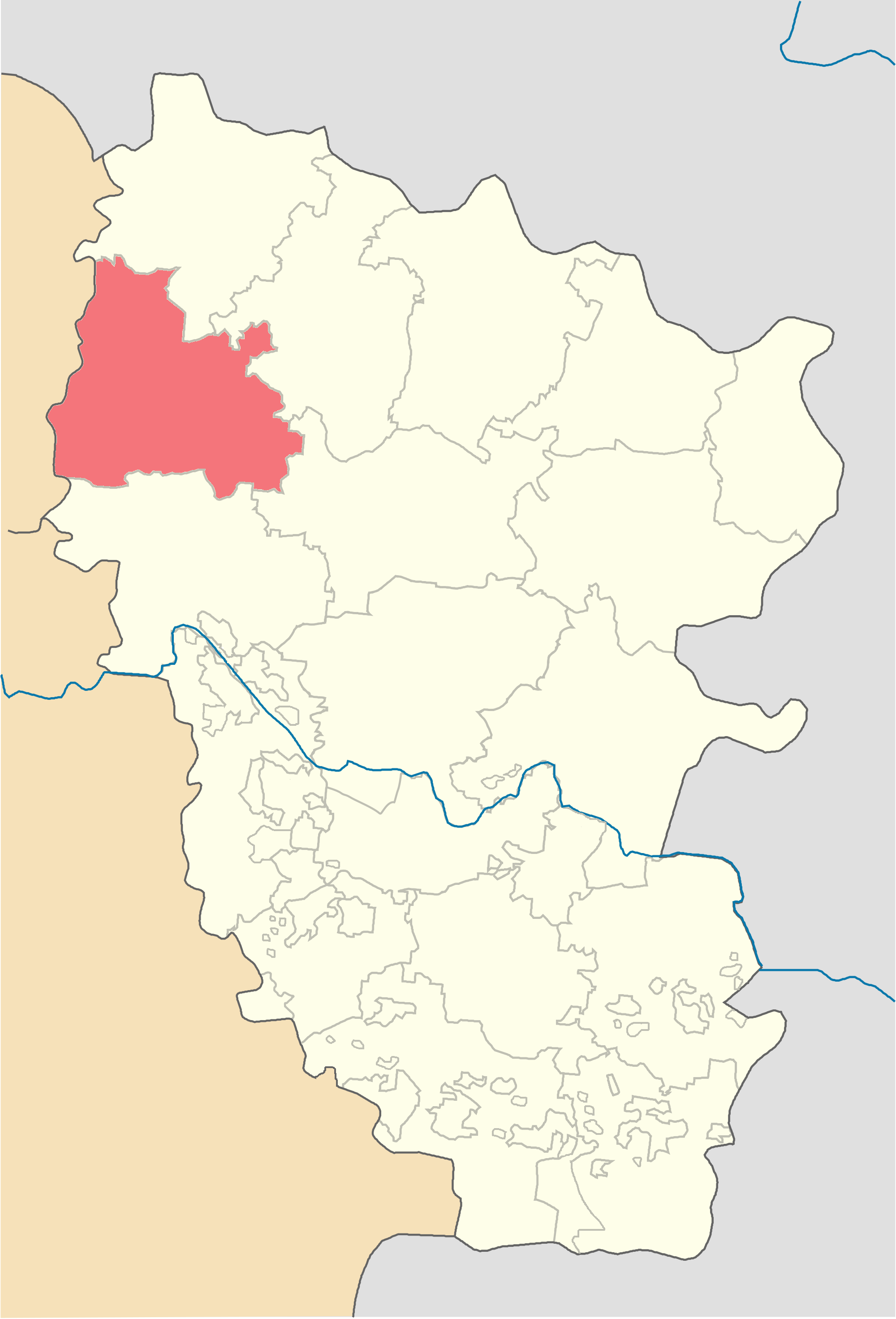
Rajonsgebiet bis Juli 2020
Rajonsgebiet ab Juli 2020

## Geographie
Der Rajon liegt im Norden der Oblast Luhansk. Er grenzt im Norden an Russland (Oblast Belgorod, Rajon Waluiki, Rajon Weidelewka, Rajon Rowenki), im Osten an den Rajon Starobilsk, im Süden an den Rajon Sjewjerodonezk, im Südwesten an den Rajon Kramatorsk (in der Oblast Donezk gelegen) sowie an den Rajon Isjum (in der Oblast Charkiw gelegen) sowie im Westen an den Rajon Kupjansk (Oblast Charkiw).
Durch den Rajon fließt in südlicher Richtung der Fluss Krasna mit den Zuflüssen Hnyla (Гнила), Kobylka (Кобилка), Duwanka (Дуванка) und Charina (Харіна) sowie im Westen der Scherebez (Жеребець), dabei ergeben sich Höhenlagen zwischen 60 und 200 Metern.

## Administrative Gliederung
Auf kommunaler Ebene ist der Rajon in 7 Hromadas (1 Stadtgemeinde, 5 Siedlungsgemeinden, 1 Landgemeinde) unterteilt, denen jeweils einzelne Ortschaften untergeordnet sind.
Zum Verwaltungsgebiet gehören:
- 1 Stadt
- 5 Siedlungen städtischen Typs
- 170 Dörfer
- 5 Ansiedlungen

Die Hromadas sind im Einzelnen:
- Stadtgemeinde Swatowe
- Siedlungsgemeinde Bilokurakyne
- Siedlungsgemeinde Krasnoritschenske
- Siedlungsgemeinde Losno-Oleksandriwka
- Siedlungsgemeinde Nyschnja Duwanka
- Siedlungsgemeinde Trojizke
- Landgemeinde Kolomyjtschycha

Bis Juli 2020 war er auf kommunaler Ebene in eine Stadtratsgemeinde, eine Siedlungsratsgemeinde sowie 17 Landratsgemeinden unterteilt, denen jeweils einzelne Ortschaften untergeordnet waren.
Zum Verwaltungsgebiet gehörten:
- 1 Stadt
- 1 Siedlung städtischen Typs
- 53 Dörfer
- 4 Ansiedlungen

### Stadt
| Stadt                    | Stadt      | Stadt             |
| Name                     | Name       | Name              |
| ukrainisch transkribiert | ukrainisch | russisch          |
| ------------------------ | ---------- | ----------------- |
| Swatowe                  | Сватове    | Сватово (Swatowo) |

### Siedlungen städtischen Typs
| Siedlungen städtischen Typs | Siedlungen städtischen Typs | Siedlungen städtischen Typs         |
| Name                        | Name                        | Name                                |
| ukrainisch transkribiert    | ukrainisch                  | russisch                            |
| --------------------------- | --------------------------- | ----------------------------------- |
| Nyschnja Duwanka            | Нижня Дуванка               | Нижняя Дуванка (Nischnjaja Duwanka) |

### Dörfer und Siedlungen
| Dörfer                               | Dörfer                     | Dörfer                                                 | Dörfer            |
| Name                                 | Name                       | Name                                                   | Gemeindezuordnung |
| ukrainisch transkribiert             | ukrainisch                 | russisch                                               | Gemeindezuordnung |
| ------------------------------------ | -------------------------- | ------------------------------------------------------ | ----------------- |
| Andrijiwka (bis 2016 Rosiwka)        | Андріївка (Розівка)        | Андреевка (Andrejewka)/Розовка (Rosowka)               | Stelmachiwka      |
| Barykyne                             | Барикине                   | Барыкино (Barykino)                                    | Mistky            |
| Chomiwka                             | Хомівка                    | Фомовка (Fomowka)                                      | Hontschariwka     |
| Datschne                             | Дачне                      | Дачное (Datschnoje)                                    | Swatowe           |
| Dolja                                | Доля                       | Доля                                                   | Werchnja Duwanka  |
| Dscherelne (bis 2016 Schowtnewe)     | Джерельне (Жовтневе)       | Джерельное (Dscherelnoje)/Жовтневое (Schowtnewoje)     | Kolomyjtschycha   |
| Hontschariwka                        | Гончарівка                 | Гончаровка (Gontscharowka)                             | Hontschariwka     |
| Iwaniwka                             | Іванівка                   | Ивановка (Iwanowka)                                    | Mistky            |
| Jabluniwka                           | Яблунівка                  | Яблоновка (Jablonowka)                                 | Werchnja Duwanka  |
| Karmasyniwka                         | Кармазинівка               | Кармазиновка (Karmasinowka)                            | Kowaliwka         |
| Kolomyjtschycha                      | Коломийчиха                | Коломыйчиха (Kolomyjtschicha)                          | Kolomyjtschycha   |
| Kowaliwka                            | Ковалівка                  | Ковалевка (Kowalewka)                                  | Kowaliwka         |
| Kruhle                               | Кругле                     | Круглое (Krugloje)                                     | Kruhle            |
| Krywoschyjiwka                       | Кривошиївка                | Кривошеевка (Kriwoschejewka)                           | Kusemiwka         |
| Korschowe (bis 2016 Petriwka)        | Коржове (Петрівка)         | Коржовое (Korschowoje)/Петровка (Petrowka)             | Korschowe         |
| Kulykiwka                            | Куликівка                  | Куликовка (Kulikowka)                                  | Nyschnja Duwanka  |
| Kusemiwka                            | Куземівка                  | Куземовка (Kusemowka)                                  | Kusemiwka         |
| Lebediwka                            | Лебедівка                  | Лебедевка (Lebedewka)                                  | Werchnja Duwanka  |
| Mankiwka                             | Маньківка                  | Маньковка (Mankowka)                                   | Mankiwka          |
| Miluwatka                            | Мілуватка                  | Меловатка (Melowatka)                                  | Miluwatka         |
| Mistky                               | Містки                     | Мостки (Mostki)                                        | Mistky            |
| Mjassoschariwka (bis 2016 Artemiwka) | М'ясожарівка (Артемівка)   | Мясожаровка (Mjassoscharowka)/Артёмовка (Artjomowka)   | Stelmachiwka      |
| Nadija                               | Надія                      | Надия                                                  | Rajhorodka        |
| Nauholne                             | Наугольне                  | Наугольное (Naugolnoje)                                | Oborotniwka       |
| Neschuryne                           | Нежурине                   | Нежурино (Neschurino)                                  | Kowaliwka         |
| Nowojehoriwka                        | Новоєгорівка               | Новоегоровка (Nowojegorowka)                           | Rajhorodka        |
| Nowojehoriwka (bis 2016 Swerdlowka)  | Новоєгорівка (Свердловка)  | Новоегоровка (Nowojegorowka)/Свердловка (Swerdlowka)   | Rajhorodka        |
| Nowonykanoriwka                      | Новониканорівка            | Новониканоровка (Nowonikanorowka)                      | Nyschnja Duwanka  |
| Nowopreobraschenne                   | Новопреображенне           | Новопреображенное (Nowopreobraschennoje)               | Mankiwka          |
| Oborotniwka                          | Оборотнівка                | Оборотновка (Oborotnowka)                              | Oborotniwka       |
| Oleksandriwka                        | Олександрівка              | Александровка (Alexandrowka)                           | Nyschnja Duwanka  |
| Patalachiwka                         | Паталахівка                | Паталаховка (Patalachowka)                             | Rajhorodka        |
| Pawliwka                             | Павлівка                   | Павловка (Pawlowka)                                    | Mankiwka          |
| Pidkujtschansk                       | Підкуйчанськ               | Подкуйчанск (Podkuitschansk)                           | Kusemiwka         |
| Poltawa                              | Полтава                    | Полтава                                                | Werchnja Duwanka  |
| Popiwka                              | Попівка                    | Поповка (Popowka)                                      | Kowaliwka         |
| Preobraschenne                       | Преображенне               | Преображенное (Preobraschennoje)                       | Preobraschenne    |
| Promin                               | Промінь                    | Проминь                                                | Korschowe         |
| Pylypiwka                            | Пилипівка                  | Пилиповка (Pilipowka)                                  | Oborotniwka       |
| Rajhorodka                           | Райгородка                 | Райгородка (Raigorodka)                                | Rajhorodka        |
| Serhijiwka                           | Сергіївка                  | Сергеевка (Sergejewka)                                 | Rajhorodka        |
| Smijiwka                             | Зміївка                    | Змиевка (Smijewka)                                     | Swatowe           |
| Sofijiwka                            | Софіївка                   | Софиевка (Sofijewka)                                   | Oborotniwka       |
| Stelmachiwka                         | Стельмахівка               | Стельмаховка (Stelmachowka)                            | Stelmachiwka      |
| Storoschiwka (bis 2016 Kalyniwka)    | Сторожівка (Калинівка)     | Сторожевка (Storoschewka)/Калиновка (Kalinowka)        | Kusemiwka         |
| Swystuniwka                          | Свистунівка                | Свистуновка (Swistunowka)                              | Swystuniwka       |
| Trawnewe (bis 2016 Perwomajsk)       | Травневе (Первомайськ)     | Травневое (Trawnewoje)/Первомайск (Perwomaisk)         | Trawnewe          |
| Tschepyhiwka                         | Чепигівка                  | Чепиговка (Tschepigowka)                               | Mistky            |
| Twerdochlibowe (bis 2016 Swerdlowka) | Твердохлібове (Свердловка) | Твердохлебово (Twerdochlebowo)/Свердловка (Swerdlowka) | Nyschnja Duwanka  |
| Werchnja Duwanka                     | Верхня Дуванка             | Верхняя Дуванка (Werchnjaja Duwanka)                   | Werchnja Duwanka  |
| Westatiwka (bis 2016 Petriwske)      | Вестатівка (Петрівське)    | Вестатовка (Westatowka)/Петровское (Petrowskoje)       | Nyschnja Duwanka  |
| Wolodymyriwka                        | Володимирівка              | Владимировка (Wladimirowka)                            | Kusemiwka         |
| Siedlungen                           |                            |                                                        |                   |
| Lahidne (bis 2016 Komsomolskyj)      | Лагідне (Комсомольський)   | Лагидное (Lagidnoje)/Комсомольский (Komsomolski)       | Korschowe         |
| Nowoseliwske                         | Новоселівське              | Новосёловское (Nowosjolowskoje)                        | Kusemiwka         |
| Sachidnyj                            | Західний                   | Захидный (Sachidny)                                    | Korschowe         |
| Sosnowyj                             | Сосновий                   | Сосновый (Sosnowy)                                     | Swatowe           |